# Alois Paroubek
Alois Paroubek – czechosłowacki astronom.
20 marca 1955 roku wraz z Reginą Podstanicką odkrył w Obserwatorium nad Łomnickim Stawem planetoidę (1989) Tatry.